# Delma fraseri
Delma fraseri är en ödleart som beskrevs av Gray 1831. Delma fraseri ingår i släktet Delma och familjen fenfotingar. IUCN kategoriserar arten globalt som livskraftig.
Arten förekommer i södra delen av delstaten Western Australia i Australien. Den föredrar gräsmarker och den besöker även skogar, sanddyner och steniga områden.

## Underarter
Arten delas in i följande underarter:
- D. f. fraseri
- D. f. petersoni